# Heľpa
Heľpa é um município da Eslováquia localizado no distrito de Brezno, região de Banská Bystrica.

## Demografia
| Ano:        | 1994 | 2004   | 2014   | 2024    |
| ----------- | ---- | ------ | ------ | ------- |
| Broj ljudi: | 3081 | 2945   | 2686   | 2393    |
| Razlika:    |      | -4,41% | -8,79% | -10,90% |

| Ano:               | 2023 | 2024   |
| ------------------ | ---- | ------ |
| Número de pessoas: | 2398 | 2393   |
| Diferença:         |      | -0,20% |